# Paddy McClure
Patrick McClure, detto Paddy (27 marzo 1908 – Belfast, 1º dicembre 1965), è stato un nuotatore e pallanuotista irlandese.
Ha fatto parte dell'Irlanda, che ha partecipato, nel torneo di pallanuoto, ai Giochi di Amsterdam 1928. Nello stesso torneo olimpico era stato selezionato come nuotatore per i 100m stile libero e la Staffetta 4x200m stile libero, ma alla fine non ha gareggiato.